# Федерация на династронавтите
„Федерация на династронавтите“ (Филм за динамичните астронавти) е български 3-сериен телевизионен игрален филм (детски) от 1978 година на режисьора Стоян Шивачев, по сценарий на Хаим Оливер. Оператор е Барух Лазаров. Музиката във филма е композирана от Петър Ступел и Атанас Бояджиев.
По едноименния роман на Хаим Оливер.
Филмът е заснет на Побитите камъни и Варненското езеро.

## Серии
- 1. част – „Астронавтите“ – 68 минути
- 2. част – „Стогодишната война“ – 68 минути
- 3. част – „Мирът“ – 66 минути [1].

## Актьорски състав
| Изпълнител         | Роля                             |
| ------------------ | -------------------------------- |
| Тошо Недялков      | майор Димчо                      |
| Панайот Цанев      | Сашо Кобалтовия юмрук            |
| Ивайло Карадимов   | Рони Дато                        |
| Иво Болоджев       | Наско Нето                       |
| Надя Милушева      | Фани                             |
| Мартин Стоянов     | Кънчо                            |
| Сашка Гичева       | комисарката Вихра                |
| Стоянка Мутафова   | леля Гица                        |
| Никола Анастасов   | другарят Пухлев, бащата на Кънчо |
| Константин Коцев   | Пею, бръснарят                   |
| Надя Тодорова      | майката на Кънчо                 |
| Белла Цонева       | майката на Димчо                 |
| Евстати Стратев    | бащата на Димчо                  |
| Иван Андонов       | режисьорът                       |
| Антон Горчев       |                                  |
| Стефан Илиев       |                                  |
| Кирил Господинов   |                                  |
| Юрий Ангелов       |                                  |
| Валентина Борисова |                                  |
| Димитър Георгиев   |                                  |
| Петър Гетов        |                                  |
| Димитър Стоянов    |                                  |
| Хачо Бояджиев      |                                  |
| Витомир Саръиванов | Мишо                             |
| Лъчезар Стоянов    |                                  |